# Prince of Persia (videojuego de 2008)
Prince of Persia es un videojuego de acción-aventura y plataformas desarrollado por Ubisoft Montreal y publicado por Ubisoft. Fue lanzado el 2 de diciembre de 2008 para PlayStation 3 y Xbox 360, mientras que la versión para Microsoft Windows se estrenó el 9 de diciembre de 2008.
El juego se establece en la antigua Persia, aunque el siglo exacto no es revelado. En el juego, el jugador asume el rol del Príncipe, quien, a pesar de su sobrenombre, no ha nacido en la realeza. El Príncipe es acompañado por una chica llamada Elika, a quien conoció desviado de su rumbo después de una gran tormenta de arena que lo hizo terminar en una tierra misteriosa. Los jugadores atraviesan muchos ambientes diferentes usando las habilidades acrobáticas del Príncipe para escalar muros e incluso arrastrarse en los techos. A través del viaje, los usuarios combaten varios enemigos mientras intentan limpiar a la tierra de la corrupción. El argumento del juego y el ambiente se prestan fuertemente del zoroastrismo.

## Jugabilidad
El juego en Prince of Persia conserva la misma sensación que en la trilogía de "Las Arenas del Tiempo" en el sentido de que los elementos de combate, resolución de acertijos y acrobacias permanecen. Sin embargo, el juego no será lineal dado que al jugador se le ofrece la oportunidad de explorar cualquier parte del mundo en el momento que desee. El jugador pelea contra enemigos varios mientras realiza proezas acrobáticas para llegar de una tierra fértil a otra, para curarlas.
Un nuevo personaje, Elika, tiene un gran rol en el juego porque ella salva al Príncipe de la muerte mientras está en combate o explorando el mundo. El Príncipe no puede morir en este juego, debido a que Elika lo salvará de cualquier peligro y lo traerá de vuelta al último punto más seguro. Por ejemplo, si el Príncipe se resbala y falla en un salto, en vez de caer hacia su muerte, Elika lo agarrará y lo llevará de vuelta a la última plataforma más estable en la que este estuvo. Elika también puede realizar muchos movimientos de combate, algunos en tándem con el Príncipe. Si el Príncipe es herido en combate, Elika lo cubrirá mientras este recupera su energía. Ella también lo ayuda en sus acrobacias con habilidades mágicas que lo impulsan más de lo que saltaría el Príncipe solo. También es muy acrobática, haciendo los mismos movimientos con facilidad. Cuando resuelven acertijos, Elika cumple un rol como guía con su brújula mágica.
El combate difiere mucho al usado en la serie de las Arenas del Tiempo pero es similar al de la trilogía original de "Prince of Persia". El combate es uno contra uno, y hay cuatro opciones de combate principales. hay un ataque de espada, en la cual el Príncipe usa su espada para atacar al enemigo; un ataque con guante, con este levanta y lanza enemigos; un ataque mágico, en el cual Elika usa su magia para dañar a los enemigos; y un ataque acrobático, el cual es útil para cambiar de lugar con el enemigo, y realizar trucos en conjunto con Elika. Todas estas cuatro opciones de combate pueden vincularse para hacer combos que dañan más a los enemigos. En posteriores etapas del juego, los enemigos cambian de estado, y solo pueden ser atacados usando una de las cuatro opciones de combate a un momento dado, como se indica por el estilo del enemigo. Si el jugador usa una opción de combate diferente a la requerida serán dañados. Hay tres etapas de la salud del Príncipe en combate; saludable, debilitado y rodeado. Cuando el Príncipe está en su estado saludable, aún no ha sido dañado. Cuando un enemigo lo golpea entra a su estado debilitado. Es más vulnerable a ser atacado en este estado pero puede tomar varios golpes más para hacer que el Príncipe entre al estado rodeado. Cuando el Príncipe está así, el enemigo hace un intento rápido de matarlo. El jugador será alertado con una acción rápida, en la cual tendrá que presionar un botón para someter al enemigo y recuperarse. Si el jugador falla el evento de acción rápida, presionando el botón incorrecto, el enemigo intentará matar al Príncipe. Elike, sin embargo, detiene al enemigo mientras el Príncipe regresa a su estado debilitado, pero el enemigo también recupera una fracción de su salud.

Las acrobacias no han sido cambiadas desde la trilogía de las "Arenas del Tiempo", excepto que Elika ahora proporciona ayuda con estas. El Príncipe es capaz de correr sobre paredes, resbalar por las paredes, trepar paredes y saltar de pared a pared. El Príncipe utiliza su guante como herramienta para frenar su caída mientras se desliza por la pared. Mientras el juego progresa, el Príncipe puede recolectar ciertas Semillas de Luz. Las Semillas de Luz desbloquean ciertas habilidades para Elika, las cuales le permiten acceder a varias partes del mundo. Las habilidades activan ciertas placas que el Príncipe y Elika pueden usar para realizar acrobacias que no podrían hacer normalmente usando magia.

## La guerra celestial
Hace mil años, la luz y la oscuridad estaban en perfecto equilibrio, para la luz había oscuridad, y para la oscuridad, luz. Pero Ahriman, dios de la oscuridad, extendió sus sombras, enviando a sus corruptos a conquistar todo lo que no poseía. Muchos se opusieron a la oscuridad, pero unos cuantos débiles fueron seducidos por ella y entraron al servicio de Ahriman, convirtiéndose así en los Corruptos y liderando los ejércitos de Ahriman en una batalla final contra la luz. En una última acción desesperada, Ormazd, el dios de la luz, consiguió encerrar a éste en el Árbol de la Vida, del cual no debía salir nunca. Para preservar el árbol asignó su protección a los Ahura, guerreros de la luz. Después de esto Ormazd, incapaz de encarar las consecuencias de sus acciones, dio la espalda al mundo y se lo dejó a las estrellas. Por mil años los Ahura han cuidado el árbol, manteniendo a Ahriman prisionero. Con el paso del tiempo su fe y sus poderes han ido decayendo. Su ciudad ha caído en ruinas y su fe se ha desvanecido. Ahora la voz de Ahriman se escucha de nuevo, y el balance del universo podría cambiar una vez más. Elika, la última princesa de los guardianes que debían proteger el Árbol de la Vida, deberá salvar el mundo de la corrupción y de la maldad, y para ello necesitará la ayuda del Príncipe.
Elika será nuestra compañera en la aventura y nos ayudará tanto en el combate como al esquivar las trampas y salvarnos de numerosas caídas. La misión del Príncipe será ayudar a Elika a destruir a los Corruptos y devolver el equilibrio al mundo. No podía faltar la bella muchacha que acompañe al héroe. Al ser la última deberá proteger ese árbol de la corrupción y maldad, ahí es donde encaja este nuevo héroe.
La aventura comienza con un nuevo Príncipe de Persia, un vagabundo, un trotamundos que regresa a casa de una aventura en una burra cargada de oro, los cuales ganó en su anterior aventura. Él desea gastarla en muchos lujos, incluyendo mujeres y licor. Pero súbitamente, se ve atrapado en una fiera tormenta de arena. Cuando la tormenta se amaina, se encuentra en un jardín mítico y bello, dominado en su centro por un enorme árbol de la vida. El Príncipe y una muchacha (Elika) se encuentran el mismo aprieto y deciden ayudarse mutuamente. Juntos, se aventuran al centro de este gran oasis. Cuando llegan al centro presencian la destrucción del árbol, y la liberación de Ahriman, el antiguo dios de la oscuridad. Después de ser liberado, éste empieza a corromper las tierras con oscuridad y maldad. El Príncipe con ayuda de Elika y sus nuevos poderes encontrados, toman armas contra la corrupción de Ahriman en un intento de detenerlo y limpiar al mundo.
Cuando lo logra, después de vencer a los corruptos y sanar todas las tierras, Elika da su vida para poder encarcelar a Ahriman, y entonces el príncipe empieza a escuchar la voz de Ahriman. Éste le dice que si quiere revivir a Elika debe liberarlo de nuevo, y así el príncipe destruye todos los árboles y libera a Ahriman, reviviendo también a la princesa.

## Epílogo
Una sola expansión fue publicada para Prince of Persia el 5 de marzo de 2009, exclusivamente para las consolas Xbox 360 y PlayStation 3. La expansión, con una duración aproximada de dos horas, incluye una nueva habilidad para el protagonista, una nueva habilidad para Elika, un nuevo tipo de plataforma, y dos nuevos aspectos para ambos.
La historia sucede tras finalizar la trama principal del juego, donde el príncipe y Elika, después de liberar a Ahriman nuevamente, arriban a un palacio subterráneo donde deciden buscar refugio y hallar el modo de escapar de Ahriman, el cual parece estar haciéndose cada vez más fuerte.
Tras huir exitosamente de allí, el príncipe intenta convencer a Elika de escapar lo más lejos posible de Ahriman, si bien Elika se rehúsa a dejar libre a Ahriman y aclara al príncipe que irá en busca de su pueblo para brevemente después marcharse., El príncipe se queda finalmente solo en el templo, escena en la que concluye el desarrollo del epílogo, impidiendo así al jugador conocer el destino del protagonista y Elika, su ahora ausentada acompañante.

## Personajes

### El Príncipe
Nacido de una humilde familia, El Príncipe es ahora un nuevo personaje, diferente al protagonista de las trilogía de las "Arenas del Tiempo". Es una persona normal, saqueador de tumbas, y no un noble príncipe. Es un trotamundos, un vagabundo que quiere aventuras sin compromisos reales, siempre viviendo el presente. Para él, el pasado ya pasó y no tiene cargas, el futuro está por venir. Es un hombre que vive el día, que no considera nada a largo plazo; gasta su fortuna en vinos, mujeres y alfombras muy gruesas, simplemente porque así es como es. Esta vez podría encontrar algo más que oro. La inspiración para el personaje se sacó de aventuras como la de Simbad en Las mil y una noches, Han Solo de Star Wars, y Aragorn de El Señor de los Anillos.
Es un guerrero en extremo ágil y astuto que prueba ser un hábil espadachín. Ubisoft ha afirmado que el Príncipe tendrá todas sus habilidades desde el comienzo del juego. Aparece vestido con ropas con un esquema de colores en rojo y azul. Significativamente, en todos los dibujos y vídeos, blande una espada larga (cimitarra), y usa un guantelete con garras en su mano izquierda. Por primera vez en la serie de Prince of Persia, el concepto de espada y vaina ha sido introducido junto con el de espada de doble filo. El guantelete es el arma secundaria del Príncipe y le es útil cuando debe deslizarse por las paredes desde las alturas sin lastimarse.
La voz en inglés del Príncipe será representada por Nolan North.

### Elika
Nacida como princesa de un pequeño reino, ha crecido en un mundo sin contacto con el exterior. Los productores del juego explicaron que querían un personaje complementario que sea un compañero al Príncipe siendo amigable y valioso, y "no convertirse en una clase de carga para él o su camino". Elika es reconocida como una gran innnovación al juego como lo fueron los poderes de control temporal otorgados al Príncipe en la trilogía de "Las Arenas del Tiempo". La inspiración para crearla vino de otros personajes auxiliares como Padmé Amidala de Star Wars; Elizabeth Swann de Piratas del Caribe; y Arwen de El Señor de los Anillos.
Elika es descrita como una "aliada letal" y un fuerte personaje secundario, que afectará todo aspecto del juego mientras acompaña al Príncipe a través del juego. Esto incluye exploración y resolución de acertijos. Una descendiente de Ahuras, ella puede realizar movimientos especiales en conjunto con el Príncipe, y usar sus habilidades mágicas para ayudar al Príncipe en su misión.
La voz en inglés de Elika, quien habla persa, será representada por Kari Wahlgren

### El rey
Rey de los Ahura y líder de una religión moribunda, el Rey dejó a un lado su deber cuando murió su esposa, todo lo que le queda es su hija y hará todo para protegerla, todo.... aunque fue poseído por una fuerza misteriosa y Elika y el príncipe tienen que detenerlo...

### Ahriman-dios de la oscuridad
El principal villano del juego. Dio lugar a la oscuridad en el universo y fue el primero en sentir envidia y odio, no contento con tener solo la mitad del universo. Expandió la oscuridad y la corrupción por todo el reinado de Ormazd, dios de la luz, habiendo contemplado la victoria, Ormazd en una astuta acción, encerró a Ahriman en el árbol de la vida por mil años. Mil años de dolor, mil años de planear, mil años de paciencia. Ahriman no ha sido vencido, solo ha esperado a ser liberado de su doloroso y tortuoso encierro.

### Corruptos

#### El Cazador
El Cazador es un enemigo peligroso y una bestia llena de energía que usa agilidad, velocidad, y acrobacias a su ventaja. Originalmente era un príncipe que tenía todo lo que quería y más. Su pasatiempo era cazar y en poco tiempo había cazado un sinnúmero de criaturas de diferentes especies en el reino. Entonces ¿qué desafío sería suficiente para él? ¿Y quién podría dárselo? Vendió su alma a Ahriman para lograr su cometido, y la noticia del Cazador se extendió a los más lejanos lugares de la Tierra, y muchos cazadores vinieron a por él. El deseo del Cazador se cumplió (Él cazó al hombre). Uno de los guerreros más fiables de Ahriman, el Cazador fue liberado de nuevo, para atrapar al Príncipe. Elika lo liberó de Ahriman destruyéndolo y sanando su territorio.

#### El Guerrero
El Guerrero es descrito como un rey de antaño de una tierra de gente pacífica que eran objetivo de muchos enemigos y sufrían constantes guerras. Entonces, el rey y un puñado de su gente se hicieron "instrumentos de guerra" para defender el reino de sus incontenibles enemigos. Y para voltear las olas de guerra, el rey pidió ayuda a Ahriman, este le ofreció salvación definitiva de su pueblo a cambio de su alma. El rey aceptó la oferta y se volvió un Guerrero corrupto. El Guerrero, poco después, destruyó a todas las fuerzas enemigas pero no fue capaz de regresar a su reino porque se había convertido en lo que su pueblo había rechazado. Por lo tanto, el Guerrero se convirtió en el leal siriviente de Ahriman, asistiéndolo en su búsqueda de la corrupción del mundo. En el juego, el Guerrero es una bestia gigante de increíble poder pero muy lenta. La velocidad y acrobacias del Príncipe, junto con el trabajo en equipo de Elika, tienen que ser utilizados para derrotar al Guerrero debido a que el Príncipe no puede esperar superarlo. Elika lo liberó, sanando así su terreno(la ciudad de la luz).

#### El Alquimista
Un hombre dedicado y brillante, el alquimista trabajó y estudió en la ciudad de la luz. Cada vez se acercaba más al conocimiento absoluto, pero su salud fue empeorando, solicitó la ayuda de Ormazd para vivir unos años más y poder descubrir el secreto para ser inmortal, sin embargo éste no lo escuchó. Así que él decidió buscar otra forma de extender su vida y otro amo al que servir. Le concedieron la vida eterna. El Alquimista hacía unos horribles experimentos con los prisioneros. Cuando Ahriman fue vencido, el alquimista fue encerrado junto con él. Cuando Ahriman volvió, el alquimista regresó al valle para continuar su trabajo, costara lo que costara.
El Alquimista es rápido y muy versátil en batalla, para vencerlo el príncipe tendrá que hacer gala de sus mejores habilidades y necesitará un poco de la ayuda de Elika. Puede manejar y moldear la corrupción a su antojo, siendo ésta su principal ventaja

#### La Concubina
Una hermosa mujer de la vida política, y sabía que sólo un hombre tenía el verdadero poder político. La única forma de que una mujer influyera en la política era teniendo relaciones con los reyes, pero mientras ella coqueteaba con un monarca la esposa los descubrió y ordenó a los guardias que atacaran a la concubina; llena de arañazos y cicatrices, esta perdió su belleza y pidió ayuda al único que podía dársela: de esta forma fue corrompida y esclavizada por Ahriman. Al final de la batalla contra la concubina pidió perdón por todo lo que había hecho, pero Elika la destruyó sanando así los salones de palacio.

## Desarrollo
El equipo de desarrollo de Prince of Persia empezó la concepción tan pronto como Prince of Persia: Las Dos Coronas fue lanzado, sin embargo, pruebas de concepción para el juego fueron encontradas cuando el 21 de septiembre de 2006 se filtró un RAR que contenía imágénes conceptuales de arte, aunque ningún comentario fue hecho por Ubisoft. Además, el 3 de enero de 2008, algunas imágenes del juego en concepción fueron filtradas en Internet y, de nuevo, Ubisoft no hizo comentario alguno sobre ellas. De acuerdo con la revista Nintendo Power, uno de los posibles títulos era "Prince of Persia: Ghosts of the Past"
El 1 de abril de 2008, Ubisoft registró el dominio princeofpersiaprodigy.com, proveyendo más evidencia de que el juego estaba en desarrollo.
En mayo de 2008, Ubisoft confirmó que el juego estaba en progreso. Afirmaron que esperaban publicar el videojuego en el cuarto trimestre de 2008, y dieron detalles sobre el argumento y el estilo de juego. En una entrevista, alegaron que la esencia del juego seguiría intacta, incluyendo el combate, los acertijos y las plataformas. El juego también se concentra en combates uno a uno, similar a la trilogía original de Prince of Persia, este cambio se debe a dar la impresión al jugador de que cada enemigo es un desafío único en vez de "otro enemigo más".
El videojuego usará una versión muy modificada del motor gráfico Scimitar que fue usado en Assassin's Creed. Los desarrolladores escogieron una versión modificada de este motor porque les permitiría mejorar el juego mediante la adición de tierras abiertas, y menos linealidad. Además, escogieron implementar un estilo gráfico ilustrativo, similar a los gráficos cel-shading pero con más detalles dibujados.
En una entrevista con Chris Easton, se confirmó que, aunque el Príncipe viajará a través de tierras infestadas, habrá personajes humanos que conocerá en su aventura que lo ayudarán, y tienen un significado especial en todo, desde la historia y directamente en el juego. Se ha confirmado que, aunque Assassin's Creed y el nuevo Prince of Persia comparten el mismo motor de juego, este último no tendrá ciudades llenas de gente no infectada, o lugares seguros; todo está bajo dominio de Ahriman.

## Recepción
El videojuego ha sido bien recibido por la mayoría de los críticos, anotando un 82%, 85%, y 83% en Metacritic para Xbox 360, PlayStation 3, y PC, respectivamente. El escritor de IGN Hilary Goldstein elogió el juego por sus simples y espectacularmente visuales acrobacias y combate, pero notó que uno debe "adoptar el cambio (a la saga) para poder enamorarse (de esta)". Goldstein también elogió a Elika, el personaje secundario del juego, debido a su utilidad durante el juego y también por ser agradable. El crítico de GameSpot compartió una opinión similar y en adición elogió su excelente diseño artístico.
Sin embargo. muchos criticaron el juego por ser muy fácil o "amigable con el consumidor", resaltando los segmentos simples de combate y plataformas. Eurogamer lo describió como un "juego pobre" con "repetición excesiva" pero no obstante con "tecnología fantástica y mecánicas interesantes." 1UP.com criticó la naturaleza de prueba y error del juego de plataformas.
Muchas comparaciones se han hecho con otros videojuegos en términos de diseño artístico y juego. Los ejemplos incluyen Mirror's Edge y Assassin's Creed del propio Ubisoft con plataformas únicas y combate por tiempo. El vasto ambiente de mundo abierto con peleas intensas contra jefes han sido comparadas con Ico y Shadow of the Colossus, y la apariencia acuarela a Ōkami.